# Frank Bill
Pour les articles homonymes, voir Bill.
Frank Bill, né le 18 janvier 1974 à Corydon dans l'Indiana aux États-Unis, est un écrivain américain.

## Œuvre

### Recueil de nouvelles
- Crimes in Southern Indiana (2011)
  - Chiennes de vies, Gallimard, coll. « Série noire » (2013)  (ISBN 978-2-07-013535-6), réédition Gallimard, coll. « Folio policier » no 717 (2014)  (ISBN 978-2-07-045664-2)

### Romans
- Donnybrook (2013)
  - Donnybrook, Gallimard, coll. « Série noire » (2014)  (ISBN 978-2-07-014178-4) (traduction de Antoine Chainas)
- The Savage (2017)

## Prix et récompenses
- Prix Lire du meilleur recueil de nouvelles 2013[1]